# Fatim Bèye
Fatim Bèye  (Sine-1335) fue una princesa serer del Reino de Sine, que vivió en el siglo XIV. Era la matriarca y ancestra directa de la dinastía materna Diouss, que reinó entre los siglos XIV y XIX en el reino Joos de Waalo.

## Biografía
Linguère Fatim Béye Diouss-Fadiou conocida con el nombre de Fatim Bèye,  era miembro del grupo étnico Serer y la matriarca de la dinastía materna Joos de Waal, en el reino de wolof.
Tanto el lugar de Sine como el de Waalo correspondían, aproximadamente, a lo que hoy es Senegal. Linguère significa princesa real y Diouss-Fadiou era el nombre de su clan. Su importancia histórica está ligada al papel fundamental de la nobleza de Senegambia y la dinastía matrilineal Diouss de Waalo. 
Contemporánea de Ndiadiane Ndiaye, fundador del imperio Jolof, y Maad a Sinig Maysa Wali Jaxeteh Mannh, quien fue el primer Guelwar en gobernar en Sine. Algunas fuentes señalan que estuvo casada con Maysa Waali Maane, vinculando así este matriclan a una parte bastante significativa de la historia medieval de Serer, es decir, el cambio constitucional en Sine que dio forma a su historia medieval.
El matrimonio de Lingeer Fatin Bèye con una de las personalidades más históricas de la realeza senegambiana del siglo XIV concuerda bastante con el consenso general sobre las relaciones Serer-Guelwar. Fue una unión basada en el matrimonio entre las altas esferas de la sociedad Serer, Mbooj.
Según Henry Gravrand, este acercamiento estaría ligado a la derrota militar de los Guelwar frente a los Ñaanca en la Batalla de Troubang en 1335, en Kaabu. Este hecho les indujo a migrar al territorio de Serer.
Al informarse sobre esta tradición, Gravrand no se dio cuenta de que esta es, en realidad, una descripción de la Batalla de Kansala de 1867 o 1865.
Aunque la salida de los Guelwar probablemente se pueda explicar por una guerra o un conflicto de sucesión. Fue la nobleza de Serer, de la que era miembro la familia de Lingeer Fatim Béye, quien les concedió asilo después de escapar de Kansala, el país de su nacimiento.

### Dinastía Materna de Joos
La dinastía materna de Joos se formó en el Reino Serer de Sine y entró en el Reino Wolof de Waala, a través de la nieta materna de Linguère Fatim Béye. La princesa de Serer, Linguére Ndoye Demba, en torno al año 1367. Quien se casó con el rey de Waalo, Brak Caaka Mbooj que era hijo de Bajar Mbooj, el fundador de la dinastía paterna Mbooj de Waalo y uno de los primeros poseedores del título real de Brak. Esto permitió que la dinastía matrilineal  Diouss perdurara más de 600 años, generando numerosos reyes Waalo, a pesar de los conflictos con las otras dinastías. En 1855, la colonización francesa  puso fin a la monarquía. Así, puede decirse que Fatim Bèye es una ancestra directa del origen de la línea materna Diouss. E incluso a veces, se le da el tratamiento de fundadora de esta dinastía. Sus descendientes fueron parte de la historia senegambiana desde La Edad Medial hasta el siglo  XIX.